# Valérie Maltais
Valérie Maltais (La Baie, 4 de julio de 1990) es una deportista canadiense que compite en patinaje de velocidad sobre hielo, en las modalidades de pista larga y pista corta.
Participó en cuatro Juegos Olímpicos de Invierno, entre los años 2010 y 2022, obteniendo dos medallas, plata en Sochi 2014, en la prueba de pista corta de 3000 m relevos, y oro en Pekín 2022, en la prueba de persecución por equipos (junto con Ivanie Blondin y Isabelle Weidemann).
Ganó cinco medallas en el Campeonato Mundial de Patinaje de Velocidad sobre Hielo en Distancia Individual entre los años 2020 y 2025.

## Palmarés internacional
| Juegos Olímpicos | Juegos Olímpicos | Juegos Olímpicos | Juegos Olímpicos |
| Año              | Lugar            | Medalla          | Prueba           |
| ---------------- | ---------------- | ---------------- | ---------------- |
| 2014             | Sochi (Rusia)    | Medalla de plata | Relevo 3000 m    |

| Juegos Olímpicos                           | Juegos Olímpicos                | Juegos Olímpicos  | Juegos Olímpicos        |
| Año                                        | Lugar                           | Medalla           | Prueba                  |
| ------------------------------------------ | ------------------------------- | ----------------- | ----------------------- |
| 2022                                       | Pekín (China)                   | Medalla de oro    | Persecución por equipos |
| Campeonato Mundial en Distancia Individual |                                 |                   |                         |
| Año                                        | Lugar                           | Medalla           | Prueba                  |
| 2020                                       | Salt Lake City (Estados Unidos) | Medalla de bronce | Persecución por equipos |
| 2021                                       | Heerenveen (Países Bajos)       | Medalla de plata  | Persecución por equipos |
| 2023                                       | Heerenveen (Países Bajos)       | Medalla de oro    | Persecución por equipos |
| 2024                                       | Calgary (Canadá)                | Medalla de plata  | Persecución por equipos |
| 2025                                       | Hamar (Noruega)                 | Medalla de bronce | Persecución por equipos |